# Rose Schwarz

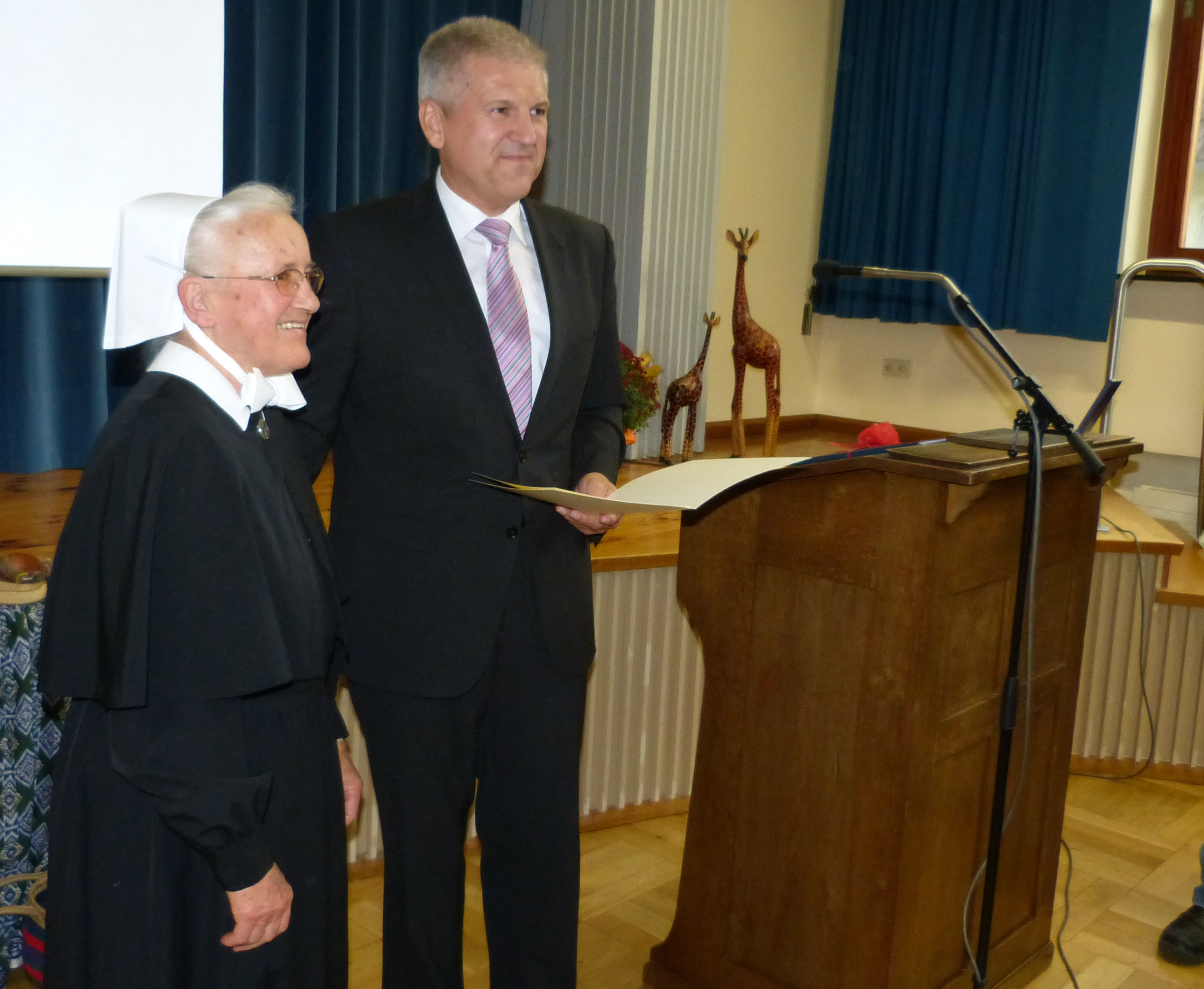
Verleihung des Bundesverdienstkreuzes an Sr. Rose Schwarz im September 2014

Rose Schwarz (* 23. Januar 1935 in Vaihingen an der Enz; † 15. Oktober 2017) war eine Afrika-Missionarin, die sich auch im Ruhestand jahrelang für das Aidswaisenprojekt Neema ya Mungu (Durch Gottes Hilfe) in Kenia engagiert hat. Anfang der 1970er-Jahre war sie Missionarin in Äthiopien. Von 1978 bis 2003 arbeitete sie über das christliche Hilfs- und Missionswerk DMG interpersonal in Kenia, wo sie medizinische Stationen auf dem Land aufbaute und zeitweise die Dorfgesundheitsarbeit der Afrika-Inland-Kirche leitete. Für ihre Lebensleistung erhielt sie am 26. September 2014 das Bundesverdienstkreuz am Bande.

## Leben
Rose Schwarz wurde im Jahr 1935 als Tochter eines Predigers geboren und wuchs zusammen mit sieben Geschwistern auf. Mit 21 Jahren trat sie dem Diakonissenmutterhaus St. Chrischona in der Schweiz bei. Sie absolvierte eine Ausbildung zur Krankenschwester und wurde mit 26 Jahren leitende Oberschwester im OP-Saal des Krankenhauses von Dillenburg. Kurz nach ihrem 38. Geburtstag begann Rose Schwarz einen Missionseinsatz in Äthiopien, der nach fünf Jahren abrupt endete, als Kaiser Haile Selassie 1974 gestürzt wurde und eine kommunistische Regierung die Macht übernahm. Nach einer Übergangszeit kam sie im Jahr 1978 zur DMG, für die sie jahrelang in Kenia medizinisch tätig war. Zunächst war sie verantwortlich für eine Buschklinik und den Aufbau einer medizinischen Arbeit an der somalischen Grenze. Sie wurde Lehrschwester für afrikanische Pflegekräfte und leitete später die Krankenpflegeschule der Afrika-Inland-Kirche (AICT). Dabei baute sie die medizinische Arbeit in ländlichen Regionen mit auf und leitete diese zeitweise landesweit. Rose Schwarz hat als Missionarin der DMG zahlreiche Pflegekräfte ausgebildet und motiviert.
Im Jahr 2000 musste sie Kenia aufgrund einer Krebserkrankung verlassen, 2003 ging sie in Deutschland in den „Ruhestand“. Doch auch von hier aus half sie ihren Freunden in Afrika. Eine kenianische Pastorin hatte drei Aidswaisen aufgenommen und bat Rose Schwarz um Hilfe. Daraus entstand das Aidswaisenprojekt, das im Jahr 2014 insgesamt 600 Kinder betreute.

## Auszeichnung
Für ihr Lebenswerk erhielt Rose Schwarz im Jahr 2014 das Verdienstkreuz am Bande der Bundesrepublik Deutschland.